# Битва при Равенне (1512)
Битва при Равенне — главная битва Войны Камбрейской лиги, состоялась 11 апреля 1512 года между армиями Франции (в союзе с Феррарском герцогством) и армиями стран Священной лиги (здесь Испании и Папской области). Победа в сражении далась французам нелегко, поэтому им не удалось надолго укрепиться в северной Италии, и уже к августу 1512 французские войска покинули Апеннинский полуостров.

## Предшествующие события
В начале февраля 1512 французские войска под командованием герцога Немурского Гастона де Фуа успешно захватывали северо-итальянские города в регионах Эмилия-Романья и Венеция. Талантливый военачальник уже провёл несколько удачных осад, и в то же время был осведомлён, что предстоящее вторжение Генриха VIII Английского во Францию вынудит большую часть его армии вернуться на родину. В этой связи Гастон де Фуа решил, что ему было бы выгоднее как можно скорее выступить в бой против главных сил Священной лиги. Поэтому в конце марта того же года французский военачальник повёл свои войска на осаду Равенны, находившуюся под протекторатом папы римского.
Юлий II, встревоженный неприятной перспективой потерять свой последний опорный пункт в Эмилии-Романье, потребовал от своих союзников прийти на помощь и снять осаду с города. Испанский военачальник Рамон де Кардона подчинился и повёл армию на Равенну, вслед за ним пошло и войско папы. К 9 апрелю союзники достигли Форли, затем двинулись вдоль реки Ронко на север, по направлению к Равенне. Уже на следующий день союзники прибыли в Молиначчо; теперь две вражеские армии отделяла лишь река и одна миля расстояния. У французов почти не оставалось припасов, и Гастон де Фуа, также озабоченный скорым уходом его армии из Италии, торопился дать бой врагам. На следующий день он повёл свои войска в генеральное наступление.

## Битва

### Диспозиция войск
Историки расходятся во мнении, каковы были силы противоборствующих сторон. Также достоверно неизвестно, кто командовал отдельными частями армий. Известно, что французская армия расположилась в виде арки к востоку от укреплённого лагеря Рамона де Кардоны. В авангарде, ближе всех к реке, находилось около 900 тяжеловооружённых всадников под командованием французского маршала Жака де Ла Палиса и герцога Феррары Альфонсо I д’Эсте. За кавалерией располагалась пехота. По мнению британского историка Шарля Омана, пехота представляла собой три блока: в одном было 3,500 гасконских арбалетчиков, далее располагались 5,000 ландскнехтов под командованием Якоба Эмпсера, последний блок состоял из 3,000 пикардских и гасконских воинов под командованием Томаса Бойера, сенешаля Нормандии. Другой британский историк, Фредерик Тэйлор, описывает расположение и силы французского войска несколько иначе. Пехоту, к примеру, он подразделяет лишь на две группы: 9,500 ландскнехтов под командованием Якоба Эмпсера и 8,000 «гасконских арбалетчиков и пикардских копейщиков» под командованием сеньора де Молара. Авангардом, состоявшим из 780 жандармов командовал либо Томас Бойер, либо он же, но совместно с Оде де Фуа, Луи д’Аром и Пьером де Баярдом. Местоположение французской конницы до конца неясно и неоднозначно. Британцы Шарль Оман и Томас Арнольд сходятся во мнении, что конница расположилась в арке слева от пехоты, тогда как Фредерик Тэйлор посчитал, что кавалерия французской армии находилась прямо за авангардом, рядом с рекой. Далеко слева от французской линии атаки, за авангардом, если ссылаться на Омана и Арнольда, (или же просто примыкающий сбоку, не за авангардом, если ссылаться на Тэйлора) располагался арьергард войска под командованием Ива д’Алегра. Эту часть армии составляла большей частью итальянская пехота в 4,000 человек, командовал которой Фредериго де Боццоло, а ещё дальше, на крайнем левом фланге, располагался отряд в 2,000 легковооружённых всадников под командованием Джана Бернарда Караччиоло.
Расположение армии Священной лиги также является поводом для диспута среди историков. По словам Омана, точно описать взаимное местоположение частей войска трудно, даже несмотря на то, что современниками тех событий были сразу несколько человек, весьма подробно описавших битву. В северной части лагеря, у реки, находился папский отряд тяжеловооружённых всадников в 670 человек под командованием итальянского кондотьера Фабрицио Колонны. Далеко вдоль реки растянулись ещё два отряда всадников: авангард состоял из 565 человек под командованием маркиза ла Палюда, а арьергард из 490 человек под командованием Альфонсо Карваяла. Тэйлор подразделяет пехоту армии на четыре блока: три отряда испанской пехоты, представлявшие собой двенадцать колунелл (более ранняя версия терции) по 500—600 человек в каждой, и один отряд папской пехоты, насчитывавший около 2,000 человек — всё под командованием испанского генерала Педро Наварро. Пехота располагалась в виде плотных колонн параллельно по отношению к реке, далеко сбоку от кавалерии и перпендикулярно полевым укреплениям. Если ссылаться на Омана и Арнольда, пехота располагалась в три линии вдоль полевых укреплений. Количество человек в первой линии неизвестно, однако историки предлагают цифры относительно двух других шеренг — 4,000 человек во второй линии и 2,000 человек папской пехоты в третьей. За пехотой, далеко в стороне от реки, если верить Тэйлору, или же прямо за последней линией, если ссылаться на Омана и Арнольда, находился отряд лёгкой кавалерии, состоявший из 1,500-1,700 джинетов и отряд итальянских конных аркебузиров под командованием Фернандо д’Авалоса.

### Огонь артиллерии
Начавшая наступление французская армия остановилась примерно в двухстах шагах от позиций неприятеля. Залпы артиллерии, периодически звучавшие с того момента, как французы перешли реку Ронко, превратились в непрерывную канонаду. Артиллерийский бой продолжался более чем два часа. По словам Фредерика Тэйлора, такое тактическое новшество, как обмен артиллерийским огнём на поле боя, стало причиной «самой жестокой дуэли артиллерии, которую когда-либо видел мир», а профессор Берт Холл высказал мнение, что «боёв, подобных этому, история ещё не видела».
Гастон де Фуа расставил артиллерию впереди правого французского крыла, направив огонь на укреплённый лагерь противника. Педро Наварро приказал пехоте укрыться в рвах и траншеях, на склоне реки. Однако кавалерия, не имея никаких укрытий, оказалась чрезвычайно уязвимой для артиллерийского огня и понесла существенные потери. Тем временем испанская артиллерия, игнорируя конницу, сконцентрировала огонь по центру неприятельской армии — на гасконской пехоте и ландскнехтах, являвшими собой костяк французского войска. По словам Шарля Омана «огонь испанских орудий был просто убийственным», потери французов от этой артиллерийской атаки составили более чем 2,000 человек. Гасконцы были столь шокированы, что ландскнехтам, стоявшим позади, был отдан приказ насильно вернуть их в строй с помощью пик.
Видя, что противник занимает лучшую позицию для ведения артиллерийского огня, Гастон де Фуа приказывает частям армии обойти противника с флангов и вести по ним анфиладный огонь. Герцог Феррары Альфонсо I д’Эсте, действовавший, по-видимому, независимо от своих союзников с момента пересечения армией реки, разместил 24 пушки в арьергарде, на левом фланге. Под обстрелом оказалась лёгкая конница д’Авалоса и Карваяла. Огонь был столь интенсивен, что некоторые ядра, пролетая через укреплённый лагерь испанцев, наносили урон французским войскам на противоположном фланге. Тем временем Ив д’Алегр, командовавший французской армией на правом фланге, начал действовать по аналогичному плану. Разместив два тяжёлых орудия на противоположной стороне реки от испанского лагеря, Ив д’Алегр сосредоточил огонь по позициям Фабрицио Колонны, командовавшим отрядом тяжеловооружённой конницы.

### Кавалерийское сражение
Зажатая противником с обоих флангов, несущая потери от артиллерийских обстрелов, армия Священной лиги пошла в контрнаступление. Отряд всадников, которым командовал Карваял, объединившись с конницей д’Авалоса и ла Палюда, двинулся по направлению к французским пушкам. Маркиз ла Палюд повёл свой отряд в лобовую атаку, тогда как д’Авалос пытался обойти противника с фланга. Историки сходятся во мнении, что это решение было принято спонтанно и необдуманно, а потому атака оказалась неорганизованной. Современники той эпохи утверждают, что испанцы, приближаясь к позициям противника, неожиданно встретили сопротивление. По сведениям историков это, вероятнее всего, был авангард французского войска — тяжеловооружённая конница под командованием генерала Гастона де Фуа, виконта де Лотрэк и Томаса Бойера, сенешаля Нормандии.
Две лобовые атаки, организованные испанцами, захлебнулись; прорвать французскую линию обороны не удалось. Британец Фредерик Тэйлор связывает эту неудачу с рядом причин: падение морального духа испанцев, понёсших большие потери от артиллерийских обстрелов и от так называемого эффекта «прятки в окопах». К тому же испанские ряды огласила весть, что на помощь французам идёт подкрепление под командованием маршала Ла Палиса. Таким образом, кавалерийский бой затянулся на длительное время и охватил весь левый фланг французов.
В это время Фабрицио Колонна, предчувствуя поражение, провёл свой отряд между рекой и земляными укреплениями и, стремясь не дать врагу дополнительной поддержки на левом фланге, организовал атаку на французское подкрепление. Однако не успел бой затянуться, как на помощь Ла Палису подоспел кавалеристский отряд в 400 человек под командованием Ива д’Алегра, поддерживаемый также частями французской пехоты Испанцы, зажатые с нескольких сторон, потеряли строй, а вскоре и вовсе бежали с поля боя.. Д’Алегр гнал противника на юг, в центр сражения, где тем временем происходила отчаянная борьба, в которой испанцы начинали проигрывать. Наконец, когда французское подкрепление всё-таки достигло места сражения, испанская конница была окончательно разбита; д’Авалоса и маркиза ла Палюда пленили. Фабрицио Колонна вновь вернулся на позиции за укреплениями, а Карваял и Кардона бежали на юго-запад по направлению к Чезене. Больша́я часть французской кавалерии отделилась и завязалась погоня, остальные же вернулись на свои позиции с целью принять участие в пехотном сражении, которое вскоре должно было начаться.

### Пехотное сражение
Когда испанская кавалерия только начала атаку, Гастон де Фуа отправил французскую пехоту к лагерю противника. 2,000 гасконских арбалетчиков и 1,000 пикардских копейщиков под командованием Фредериго де Боццоло и сеньора де Молара двинулись по направлению к вражеским позициям. По словам Тэйлора, они прошли между рекой и береговым валом, поэтому противник не мог увидеть их продвижения. Гасконцы достигли испанских укреплений и принялись обстреливать врага, однако на это им в ответ загремели аркебузы. Тэйлор связывает это с тем, что испанский генерал Педро Наварро вовремя спохватился, выставив вперёд папских аркебузиров.
В это время головной отряд ландскнехтов приблизился к позициям испанцев и решительно атаковал противника. Якоб Эмпсер и его лейтенант Фабиан фон Шлабендорф оба были убиты во время этой стремительной атаки, однако основным силам ландскнехтов удалось пробиться в лагерь и навязать бой испанской пехоте, которая уже поджидала противника, готовая к бою. Пики в бою против коротких мечей испанцев сыграли с ландскнехтами злую шутку: испанцы легко прорвали стройные ряды противника, тогда как длинные громоздкие пики ландскнехтов не могли причинить испанской пехоте большого вреда. Ландскнехты вынуждены были отступить, потеряв в бою более тысячи человек.
Эту неудачу гасконцы и ландскнехты попытались компенсировать следующей стремительной атакой, но потеряв другую тысячу человек, вновь отступили. Фабрицио Колонна к этому времени вернулся в лагерь с остатками своей кавалерии и атаковал движущихся к его позициям французов с фланга. Позже, в своих мемуарах, он напишет: «Тогда, с двумя сотнями копий, я мог вырвать победу из рук врага». Два отряда испанской пехоты атаковали гасконцев на берегу реки, расстроили их ряды и убили де Молара, отбросив противника обратно к позициям французской артиллерии. Оставшаяся пехота продолжала сражаться, бой затянулся вдоль линии защитных укреплений.

### Исход битвы

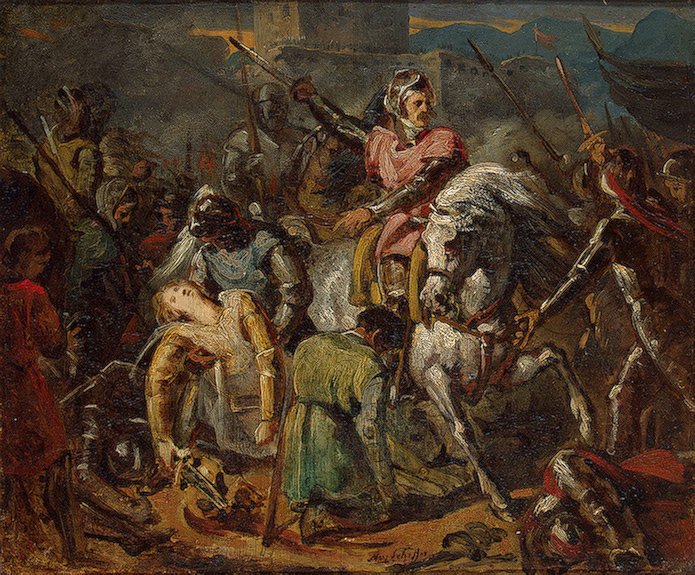
Смерть Гастона де Фуа в битве при Равенне 11 апреля 1512. Холст, масло. Ари Шеффер, 1824.

В этой ситуации французская конница, которая уже возвратилась из погони, и та, которая оставалась на поле боя, объединилась и ударила по испанцам со всех флангов. К их атаке присоединилась и французская пехота, оправившаяся от прежних неудач и вернувшаяся в строй. Испанцы были наголову разбиты и понесли ужасающие потери. Оба: Колонна и Наварро были ранены и взяты в плен. Нескольким тысячам человек, проигравших битву, удалось бежать по направлению к Чезене и Форли; остальных же «затоптали и раздавили лошадьми» — пишет историк Шарль Оман.
Два отряда испанской пехоты, до этого преследовавшие гасконцев, обнаружив, что путь на севере им преграждает арьергард французского войска, повернули назад. На обратном пути, когда испанцы вдоль реки продвигались на юг, по направлению к лагерю, на них напали французские рыцари во главе с самим Гастоном де Фуа. В начавшейся резне небольшой отряд французов, не насчитывавший даже двадцати человек был полностью разбит. Де Фуа погиб, а испанцы успешно бежали с поля боя. В нескольких километрах от места событий беглецов встретил французский отряд под командованием Пьера де Баярда. Не зная, что эти испанцы только что расправились с его командиром, Баярд махнул на беглецов рукой и дал им уйти.

## Итоги
После смерти Гастона де Фуа командование французской армией перешло к Жаку де Ла Палису, который не столько стремился уничтожить оставшиеся силы испано-папской армии, сколько желал скорее вернуться к осаде Равенны. Вскоре город был взят и разграблен французами. Тем не менее, к 1513 большая часть французской армии вскоре вернулась на родину. В августе 1512 под давлением сил армий Священной лиги был вынужден покинуть Италию и сам Ла Палис.
Испанские войска в Италии были почти полностью разгромлены в битве при Равенне, однако Рамон де Кардона вскоре смог сформировать другую армию, которая в 1513 участвовала в сражениях в Ломбардии. Пленённые Фабрицио Колонна и Педро Наварро в будущем продолжили свою профессиональную деятельность. Колонна командовал итальянскими армиями, тогда как Наварро пребывал на службе у французского короля Франциска I.